# Christian Bang (konstnär)
Hans Peter Carl Christian Bang, född 29 april 1868 i Rönne, död 1 juli 1950 i Köpenhamn, var en dansk målare. Han är främst känd för sina porträtt och teckningar men målade också landskapsmålningar och altartavlor.

## Biografi
Christian Bang var son till läraren Johannes Peter Bang och hans hustru Johanne Luise Christiane Salome Jørgensen samt bror till teologen Jacob Peter Bang. Han tog studentexamen 1885 i Viborg och gick ett år på Konstakademins förberedande skola i Köpenham. Bang tvekade mellan konst- och universitetsstudier och läste bland annat franska på Köpenhamns universitet. År 1889 reste han med sin far på en längre studieresa till Paris och två år senare intogs han på Konstakademin där han studerade hos Frederik Vermehren. Han utexaminerades 1897 och gifte sig samma år med Bertha Johanne Schou. Paret fick tre barn, däribland  designern Jacob E. Bang och   keramikern Arne Bang.
Christian Bang ställde ut på Charlottenborg och Kunstnernes Efterårsudstilling vid flera tillfällen och fick ett stipendium från Den Hielmstierne-Rosencroneske Stiftelse år 1897. Från 1904 till 1906, samt under 1920, bodde han i Italien med familjen. Han reste också på studieresor till Tyskland vid flera tillfällen.
Bang undervisade medlemmar av danska kungahuset i teckning, bland andra prinsessan Marie av Orléans och Frederik IX samt prinsarna Knud, Axel, Aage och Viggo.

## Motiv

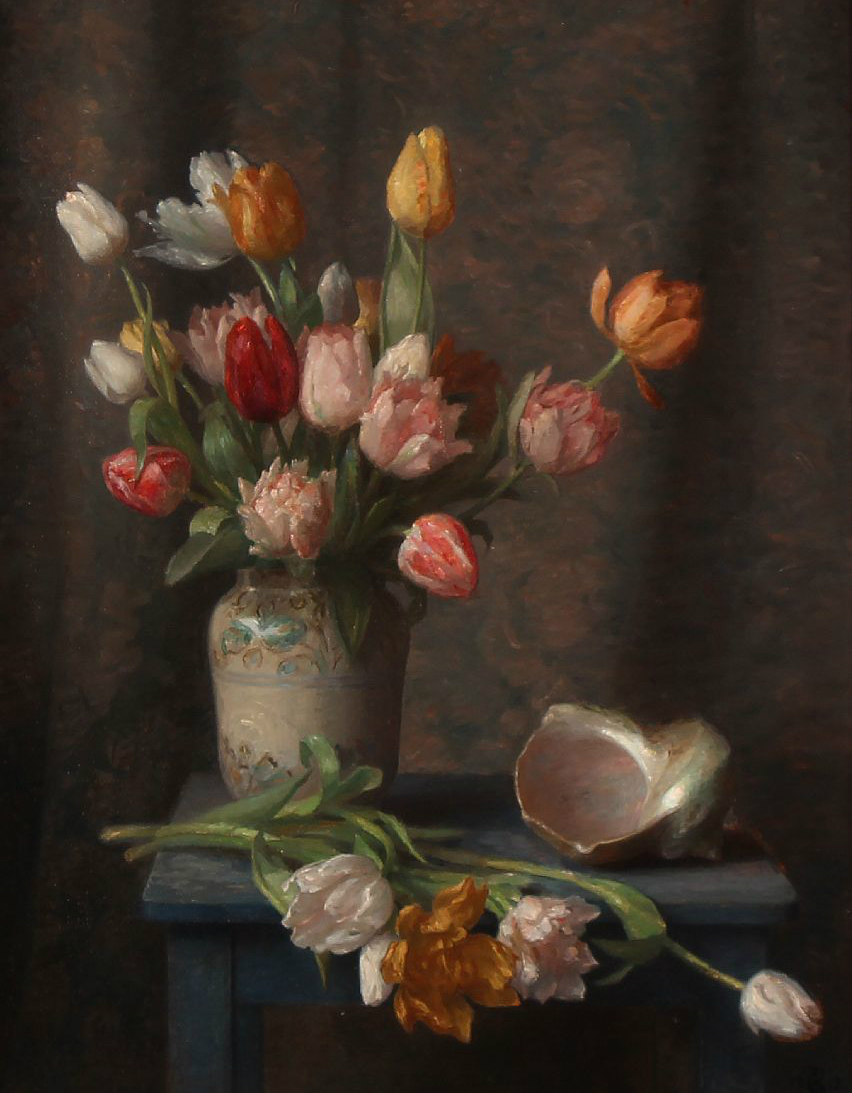
Opstilling med blomster, 1917.

Bang var en mångsidig konstnär. Han fick beröm för sina teckningar och porträtt, men målade också  landskap och religiösa motiv. Den första beställningen på ett porträtt fick han redan under studietiden i Viborg. Målningen Opstilling med blomster är ett exempel på hans mångsidighet. 

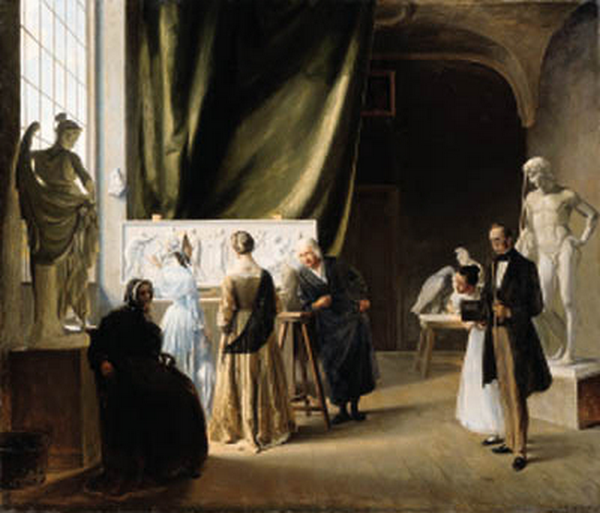
Besøgende i Thorvaldsens Atelier, 1899.

Han intresserade sig tidigt för skulptören Bertel Thorvaldsens konst och karriär och målade år 1899 bland annat Besøgende i Thorvaldsens Atelier. Thorvaldsen fick också ett kapitel boken i Fortællinger fra Kunstens Historie som Bang skrev 1910.

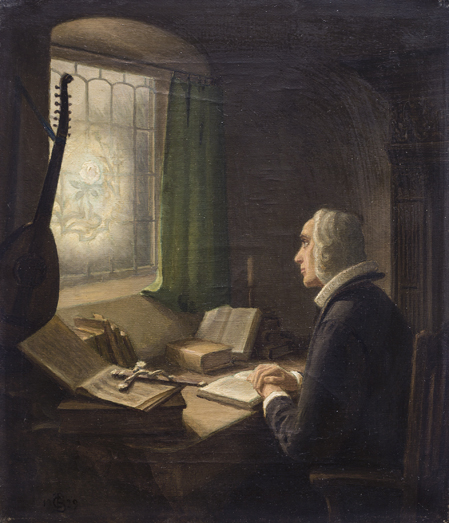
H.A Brorson, 1929.

Mellan 1903 och 1920 målade Bang flera altartavlor och år 1906 målade han ett porträtt av den danska psalmdiktaren biskop Hans Adolph Brorson medan han skrev psalmen Den yndigste rose er funden (Den skönaste ros har jag funnit). Han målade också landskapsmålningar från trakten kring Næstved dit sönerna med familjer flyttade när de anställdes på Holmegaards Glasværk på 1930-talet.
Christian Bang är bland annat representerad på 
Frederiksborgsmuseet på Frederiksborgs slott med ett porträtt av missionshistoriker A. H. V. Sørensen.